# Twierdzenie Rice’a
Twierdzenie Rice’a – każda nietrywialna własność języków rekurencyjnie przeliczalnych jest nierozstrzygalna.
Twierdzenie zawdzięcza swoją nazwę Henry’emu Gordonowi Rice’owi.

## Sformalizowane twierdzenie Rice’a
Niech {\displaystyle \mathbb {A} } będzie rodziną funkcji n-argumentowych przy {\displaystyle n\geqslant 1} taką, że:
{\displaystyle \emptyset \neq \mathbb {A} \neq R^{(n)}.}
Wówczas zbiór:
{\displaystyle A=\{x\in N:\{x\}^{(n)}\in \mathbb {A} \}}
nie jest zbiorem rekurencyjnym.